# Andreas Altmann (Lyriker)

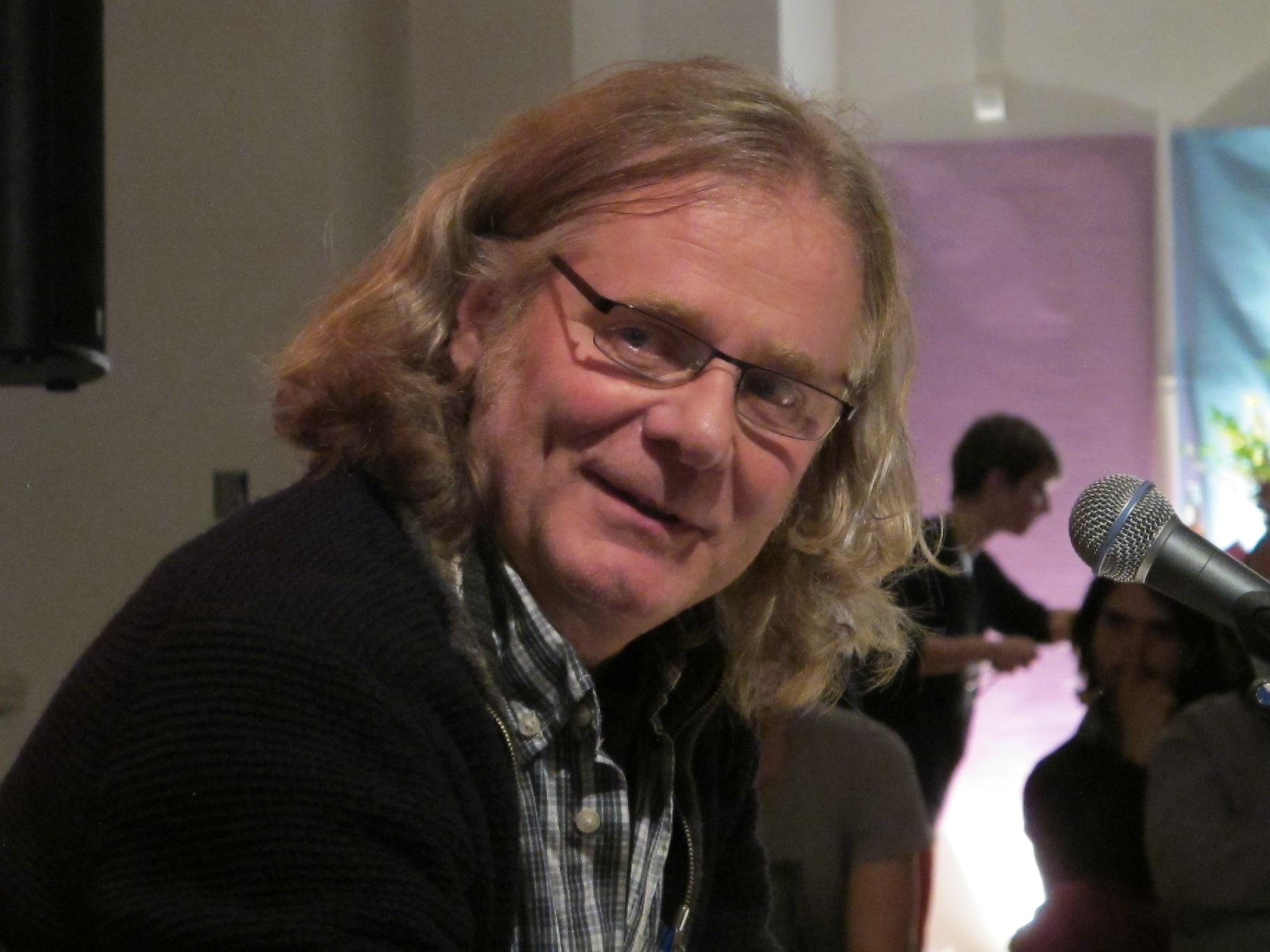
Andreas Altmann liest auf der Leipziger Buchmesse 2014 bei der Veranstaltung Teil der Bewegung

Andreas Altmann (* 4. Januar 1963 in Hainichen) ist ein deutscher Schriftsteller.

## Leben und Werk
Nach der Schulausbildung arbeitete Andreas Altmann ab 1986 in Leipzig und seit 1990 in Berlin als Schriftsetzer, Orchesterwart, Straßenreiniger und Hilfspfleger. Von 1993 bis 1996 absolvierte er ein sozialpädagogisches Studium und arbeitete mit geistig Schwerstbehinderten. Altmann, der als freier Autor seit 2007 Mitglied des PEN-Zentrums Deutschland war und seit der Spaltung 2022 Mitglied des PEN Berlin ist, schreibt in erster Linie Gedichte, die in Einzeltiteln, Anthologien, Zeitungen und Literaturzeitschriften veröffentlicht wurden. Chansons wurden von Jörg Kokott vertont.
Die Lyrik Andreas Altmanns wird geprägt durch den Blick auf die eher selten ausgeleuchtete Peripherie: „Obwohl seit Jahren in Berlin ansässig, ist Altmann kein Dichter des urbanen Raumes. Es sind die kleinen, vergessenen Orte, die Ränder der Zivilisation, die diesen Dichter interessieren.“ Joachim Sartorius resümiert: „Andreas Altmann hält die teilnahmslose Natur, die Dunkelheit, die Abschiede fest, und will doch die Aufhebung des Trennenden, die Mischung – und findet dafür magische Bilder.“
2011 gab er mit Axel Helbig Es gibt eine andere Welt. Eine Lyrik-Anthologie aus Sachsen (poetenladen) heraus.
Andreas Altmann lebt in Berlin.

## Einzeltitel
- die dörfer am ufer das meer. Gedichte. Chemnitzer Verlag, Chemnitz 1996.
- wortebilden. Gedichte. Kowalke, Berlin 1997.
- die verlegung des zimmers. Gedichte. Kowalke, Berlin 2001.
- Augen der Worte. Gedichte. Rimbaud, Aachen 2004.
- das langsame ende des schnees. Gedichte. Rimbaud, Aachen 2005.
- Gemälde mit Fischreiher. Gedichte. Sonnenberg, Chemnitz 2008.
- Das zweite Meer. Gedichte. poetenladen Verlag, Leipzig 2010.
- Art der Betrachtung. Gedichte aus 20 Jahren. poetenladen Verlag, Leipzig 2012.
- Die lichten Lieder der Bäume liegen im Gras und scheinen nur so. Gedichte. poetenladen Verlag, Leipzig 2014.
- Poesiealbum 324. Gedichte. Grafik von Jürgen Höritzsch. Märkischer Verlag, Wilhelmshorst 2016, ISBN 978-3-943708-24-0.
- Weg zwischen wechselnden Feldern. Gedichte. poetenladen Verlag, Leipzig 2018. ISBN 978-3-940691-92-7

## Anthologien und Literaturzeitschriften (Auswahl)
- Christoph Buchwald, Ulrike Almut Sandig (Hrsg.): Jahrbuch der Lyrik 2017. Schöffling & Co., Frankfurt am Main 2017, ISBN 978-3895616808.
- Axel Kutsch (Hrsg.): Versnetze. Deutschsprachige Lyrik der Gegenwart (2008–2011).
- Christoph Buchwald und Norbert Hummelt (Hrsg.): Jahrbuch der Lyrik (2005).
- Karl Otto Conrady (Hrsg.): Der Große Conrady. Das Buch deutscher Gedichte. Von den Anfängen bis zur Gegenwart (2008).
- Ralph Grüneberger (Hrsg.): Poesiealbum neu. Gesellschaft für zeitgenössische Lyrik, Ausgabe 2/2009.
- Ron Winkler (Hrsg.): Die Schönheit ein deutliches Rauschen. Ostseegedichte (2010).
- Michael Braun und Hans Thill (Hrsg.): Lied aus reinem Nichts. Deutschsprachige Lyrik des 21. Jahrhunderts (2010).

- Literaturzeitschriften: Akzente, außer.dem, neue deutsche literatur, Poesiealbum, Sinn und Form, Krachkultur, Sprache im technischen Zeitalter.

## Auszeichnungen
- 1997: Wolfgang-Weyrauch-Förderpreis des Leonce-und-Lena-Wettbewerbs
- 1997: Christine-Lavant-Lyrikpreis der Stadt Wolfsberg
- 2004: Erwin-Strittmatter-Preis (Brandenburgischer Literaturpreis Umwelt)
- 2011: Dr. Manfred Jahrmarkt-Ehrengabe der Deutschen Schillerstiftung
- 2012: Stipendium der Kulturstiftung des Freistaates Sachsen
- 2012: Literaturpreis des Sächsischen Staatsministeriums für Wissenschaft und Kunst